# Каттерфельд, Людвиг
Людвиг Каттерфельд (англ. Ludwig Erwin Alfred Katterfeld; 1881–1974) — левый политический деятель США, один из основателей Коммунистической рабочей партии США, представитель США в Коминтерне.

## Биография
Родился 15 июля 1881 в Страсбурге в семье профессора Страсбургского университета Альфреда Каттерфельда и Адель Карпински Каттерфельд. Когда Людвигу было 5 лет, умерла его мать, а вскоре и отец. В конце 1892 с крёстным отцом уехал в США в Небраску, в январе 1893 приехал в Нью-Йорк. 
В юности несколько лет проработал в суровых условиях на ферме, в возрасте 16 лет перебрался в Канзас, где окончил школу. В 1902-1908 учился в Уошборноском колледже в Топика, параллельно работая на извозчичьем дворе. После окончания колледжа уехал в Чикаго, где 10 октября 1910 женился на Берте Хорн, которую встретил в колледже.
В 1905 вступил в Социалистическую партию Америки, вёл партийную работу в различных частях США. Осенью 1916 баллотировался в губернаторы штата Вашингтон от СПА. Занимал левые, антивоенные позиции. После Октябрьской революции перешёл на коммунистические позиции.
В сентябре 1919 после основания в Чикаго Коммунистической рабочей партии Америки был избран членом её Национального исполнительного комитета. 
В январе 1920 арестован в Чикаго, на судебном процессе по делу Коммунистической рабочей партии в июле 1920 Каттерфельд был признан виновным и приговорен к тюремному заключению и штрафу в 2000 долларов.
Освобожденный до рассмотрения апелляции, с 27 июля по 15 октября 1921 под псевдонимом Джон Карр Каттерфельд занимал должность Исполнительного секретаря единой Коммунистической партии Америки, после чего ЦИК КПА направил его в Москву как представителя партии в Исполнительном комитете Коммунистического Интернационала. Каттерфельд занимал эту должность с ноября 1921 по март 1922 года. 2 марта 1922 года на Первом расширенном пленуме ИККИ он был избран в Президиум ИККИ.
Вернувшись в Соединенные Штаты, в 1922 Каттерфельд снова был избран Бриджмэнским совещанием КПА руководителем Национального исполнительного комитета партии. Кроме того, около двух недель в конце августа и в сентябре 1922 года он исполнял обязанности временного Исполнительного секретаря партии.
5 сентября 1922 ЦИК снова назначил Каттерфельда своим представителем в Коминтерне. он снова приехал в Советскую Россию, где представлял КПА до первой недели декабря, когда передал дела Отто Хуисвоуду и вернулся в Соединенные Штаты из-за необходимости решать дела, связанные с процессом 1920 года. Каттерфельд был снова избран в ИККИ на 4 Всемирном конгрессе Коминтерна в декабре 1922.
Отбывая наказание по делу 1920 года в тюрьме в Иллинойсе, Каттерфельд был избран в ЦИК Коммунистической рабочей партии на её Третьем съезде в конце 1923 года. Он отсидел в тюрьме один год.
В 1926 и 1927 годы Каттерфельд был менеджером Восточной агентства издательства Daily Worker. 
В атмосфере наступления антинаучного обскурантизма после «Обезьяньего процесса» Каттерфельд взялся за популяризацию учения об эволюции. В декабре 1927 года он основал новый журнал «Эволюция», издаваемый в Нью-Йорке, в которой он работал главным редактором. Журнал позиционировался как неполитический, и в начале 1929 года в связи с отказом уступить контроль над журналом коммунистической партии Каттерфельд был исключён из партии. 
Каттерфельд скончался 11 декабря 1974 года в штате Нью-Йорк.

## Внешние ссылки
- List of Katterfeld references on Early American Marxism website. Retrieved February 10, 2010.
- Evolution: a journal of nature publication history, University College London, Department of Science and Technology. Retrieved February 10, 2010. —Links to full issue pdfs.
- Steven L., "Ungovernor, 1916 - Ludwig Erwin Alfred Katterfeld," Olyblog.net. Retrieved February 10, 2010.